# Enpi
Enpi (燕飛 Enpi?, “el vuelo de la golondrina”) es un kata avanzado del estilo Shotokan de karate. Se la conoce en otros estilos de karate con el nombre de Wanshū

## Etimología
El nombre de Wanshū (腕秀?) en mandarín significa "muñeco excelente" y se refiere a las técnicas típicas de este kata, donde se manipula el cuerpo humano evocando diferentes proyecciones similares a las encontradas en el apartado del chin-na, propio de varios estilos de kung fu. La otra manera de escribir el nombre de este kata (汪輯) significa "La serie (o forma) de Wang", refiriéndose al diplomático Ji Wang. (1621-1689)
Cuando el maestro Gichin Funakoshi creador del estilo Shotokan, introdujo el arte marcial del Ti/ Te / Tuidi/ Ryukyu kempo de Okinawa como el arte marcial formativo del Karate-Do en Japón en la década de 1920 la renombró como "Enpi", viniendo a significar "el vuelo de la golondrina" por la forma tan dinámica que tiene este kata, alternando los cambios de nivel altos y bajos.

## Historia
Se dice que este kata fue traído a Okinawa por el Sappushi (enviado de la China imperial) de 1683, Ji Wang (1621-1689), en el período se seis meses que estuvo en la isla en una misión enviada por el gobierno Qing a la villa de Tomari. Es posible que esté basado o inspirado en técnicas enseñadas por Ji Wang.

### Equivalencias entre estilos
Este kata también se encuentra presente en otros estilos de karate, con distinto nombre y algunas diferencias en su ejecución.
- Enpi: Shotokan.
- Wanshū: Shitō-ryū, Shōrin-ryū, Wadō-ryū, Gensei-ryū, Kyokushin kaikan, Ryukyu Kempo, Shindō jinen-ryū, Shukokai.
- Wangshū/Wang Shu/Yun Bi: Tang Soo Do (karate coreano)

### Vídeos
- Enpi, por Gichin Funakoshi en YouTube.
- Enpi, por Hirokazu Kanazawa en YouTube.
- Enpi, por Mikio Yahara en YouTube.
- Enpi, por Y. Takahashi, alumno de la JKA en los 60 en YouTube.

- Datos: Q1339260